# Roncus jagababa
Roncus jagababa är en spindeldjursart som beskrevs av Bozidar P.M. Curcic 1988. Roncus jagababa ingår i släktet Roncus och familjen helplåtklokrypare. Inga underarter finns listade i Catalogue of Life.